# الاکاگاما
الاکاگاما (به لاتین: Alakagama) یک منطقهٔ مسکونی در سری‌لانکا است که در استان مرکزی (سری‌لانکا) واقع شده‌است.